# Joseph Henri Joachim Lainé

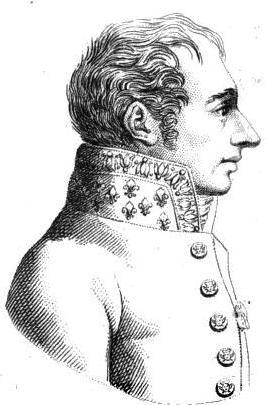
Joseph Henri Joachim Lainé, 1820

Joseph Henri Joachim Lainé (* 11. November 1768 in Bordeaux; † 17. Dezember 1835 in Paris) war ein französischer Staatsmann. Er wurde in der Spätphase der Regierung Napoleons dessen Gegner und ein Anhänger Ludwigs XVIII. Von 1816 bis 1818 amtierte er als Innenminister und brachte in dieser Eigenschaft vor allem ein nur vermögende Franzosen als Wahlberechtigte zulassendes neues Wahlrecht durch. Ende 1823 wurde er zum Pair ernannt.

## Leben
Nach seinem Studium der Rechte ließ sich Joseph Henri Joachim Lainé 1789 als Rechtsanwalt in Paris nieder. Er begrüßte die Französische Revolution als das vermeintliche Ende aller Missbräuche. 1793 wurde er Distriktsadministrator von La Réole (Département Gironde) und am 18. Februar 1808 Deputierter für das dortige Département im Gesetzgebenden Körper. Dort fiel er durch seine Beredsamkeit auf und seine in damals seltenem Freimut gehaltenen Reden. Als Napoleon Bonaparte zur Zeit der Invasion Frankreichs durch die Alliierten Ende 1813 die Bestätigung neuer Opfer an Geld und Menschen forderte, trat Lainé am 28. Dezember dieses Jahres als Berichterstatter des Beschlusses einer außerordentlichen Kommission auf, der den Frieden und konstitutionelle Garantien für Person und Eigentum verlangte. Dies zog ihm den heftigsten Zorn Napoleons zu. Der Sitzungssaal wurde für den 31. Dezember geschlossen; der Polizeiminister schalt in der Weise eines Soldaten die Mitglieder der Kommission aus, und in einer kaiserlichen Sitzung vom 2. Januar 1814 bezeichnete Napoleon selbst Lainé als einen Bösewicht und Verräter, als einen Agenten Englands.
Lainé zog sich nach Bordeaux zurück und empfing hier am 12. März 1814 den Herzog von Angoulême, der ihn zum provisorischen Präfekten der Gironde ernannte. Nach der ersten Restauration der Bourbonen wurde Lainé durch Ludwig XVIII. am 11. Juni 1814 zum Präsidenten der Deputiertenkammer berufen. Nach der Rückkehr Napoleons im März 1815 ging Lainé nach Bordeaux und erließ von hier aus eine Verwahrung gegen die Auflösung der Kammer und die Gesetzlichkeit der Regierung Napoleons und schiffte sich, dem König folgend, nach den Niederlanden ein.
Nach der zweiten Restauration der Bourbonen nahm Lainé am 12. Oktober 1815 seinen Platz als Präsident der Deputiertenkammer wieder ein. So aufrichtig er der bourbonischen Dynastie ergeben war, ebenso heftig bekämpfte er jetzt die gegen die Verfassung gerichteten Pläne der Ultraroyalisten. Am 7. Mai 1816 zum Innenminister ernannt, setzte er die Auflösung der Chambre introuvable durch. Am 28. November 1816 legte er der neuen Kammer einen von den Ultraroyalisten heftig bekämpften Gesetzentwurf für ein neues Wahlrecht vor, der die jährliche Erneuerung eines Fünftels der Mitglieder der Kammer, einfache Wahlen und einen hohen Wahlzensus von 300 Francs vorsah, den Wahlberechtigte an Grundsteuern zu zahlen hatten. Außerdem mussten die Wahlberechtigten mindestens 30 Jahre alt sein; ihre Zahl betrug nur etwa 90.000 Personen. Lainés Gesetzesvorschlag wurde am 5. Februar 1817 angenommen. Durch eine königliche Ordonnanz war Lainé inzwischen am 21. März 1816 Mitglied der Académie française geworden. Nach einer erfolgreichen Wirksamkeit für die inneren Interessen des Landes trat er am 29. Dezember 1818 mit Richelieu zurück, da er wie dieser den fremden Mächten zuliebe das Wahlgesetz umzuändern bereit war.
Lainé trat nun als einfacher Abgeordneter des Departements Gironde in die Kammer, in der er als feuriger, glänzender Redner gegen die beiden Extreme zugleich ankämpfte. Unter dem Ministerium Richelieu wurde er zum Präsidenten im Konseil für den öffentlichen Unterricht und am 21. Dezember 1820 zum Staatssekretär ohne Portefeuille erhoben, gab jedoch aus Gesundheitsrücksichten beide Ämter bald wieder auf. Am 1. Mai 1821 wurde er zum Kommandeur der Ehrenlegion ernannt. Als 1822 die Intervention in Spanien zur Diskussion kam, drang er vergeblich auf die Bewahrung der Neutralität. Ebenso vergeblich suchte er die Gemüter beim ungesetzlichen Ausschluss des Deputierten Jacques-Antoine Manuel aus der Kammer zu versöhnen.
Am 23. Dezember 1823 erhielt Lainé die Pairswürde und den Titel eines Vicomte. 1824 wurde er Mitglied der Kommission zur Organisation der Kolonien und zur Verbesserung des Zustands der Sklaven. Die Begeisterung, mit der er sich 1826 für die Freiheit der Griechen von der osmanischen Herrschaft in der Pairskammer aussprach, wurde dort allgemein registriert. Ebenso wirksam sprach er gegen die Einführung geistlicher Frauenorden, und bei der Petition des Grafen Montlosier gegen die Jesuiten forderte er kühn die Anwendung der geltenden Gesetze. Bei der Nachricht des Erlasses der Ordonnanzen vom Juli 1830 durch König Karl X. rief er: „Les rois s’en vont“ („Die Könige vergehen bzw. sterben“). Er schwor den Eid auf die neue Julimonarchie, erschien aber fast nicht mehr im Palais du Luxembourg, sondern zog sich auf sein Landgut bei Bordeaux zurück, wo er sich literarischen Arbeiten widmete. 1835 kehrte er nach Paris zurück und starb hier unverheiratet und arm am 17. Dezember 1835 im Alter von 67 Jahren an der Brustwassersucht.